# 聖阿古斯丁 (科潘省)
聖阿古斯丁（西班牙語：San Agustín），是洪都拉斯的城鎮，位於該國西部，由科潘省負責管轄，始建於1957年，面積73.2平方公里，海拔高度1,192米，2001年人口3,399，人口密度每平方公里46.43人。
14°49′N 88°56′W / 14.817°N 88.933°W